# Randi Goteni
Randi Goteni, né le 5 juillet 1995 à Brazzaville, est un footballeur international congolais qui joue comme milieu de terrain en Division 2 belge pour le Royal Excelsior Virton.

## Biographie

### Carrière en club
Randi Goteni naît à Brazzaville de parents infirmiers, qu'il suit lorsqu'ils s'installent en France. Il commence le football dans la région dijonnaise et joue dans les équipes jeunes du Dijon FCO. En 2008 il intègre le pôle espoirs de Dijon, pour deux ans de préformation à l'issue desquels il rejoint le centre de formation de l'ES Troyes AC.
À l'été 2017, Goteni est prêté par l'ESTAC à l'AS Béziers, club de National, pour une saison. De retour à Troyes, il est principalement aligné en équipe réserve, et rejoint l'USL Dunkerque, de nouveau en prêt, en décembre 2018. En juin 2019, il s'engage définitivement avec le club dunkerquois.
Le 17 juin 2021, Goteni s'engage au Stade lavallois, pour une saison plus une en option. Il est peu utilisé mais remporte le titre de champion de National en mai 2022.
Non conservé par le Stade lavallois, il signe en juin 2022 au Paris 13 Atletico, club promu en National.

### Parcours international
Goteni est né en République du Congo, mais a grandi en France. Il représente l'équipe de France U16 en amical en 2011.
Goteni fait ses débuts avec l'équipe du Congo U20 lors d'un match amical en 2015. Il fait ses débuts en équipe nationale du Congo le 10 octobre 2019 lors d'un match amical contre la Thaïlande.

## Palmarès
Laval
- Championnat National : 2021–22[8]